# Donkere kuifvliegenvanger
De donkere kuifvliegenvanger (Elminia nigromitrata) is een zangvogel uit de familie Stenostiridae.

## Verspreiding en leefgebied
Deze soort komt voor in westelijk en centraal Afrika en telt twee ondersoorten:
- E. n. colstoni: van Liberia tot Nigeria.
- E. n. nigromitrata: van Kameroen en Gabon tot westelijk Kenia en noordwestelijk Tanzania.

## Status
De grootte van de populatie is niet gekwantificeerd maar de soort wordt omschreven als schaars tot zeer algemeen. Op de Rode lijst van de IUCN heeft deze soort de status niet bedreigd.